# 프릳츠
프릳츠(영어: FRITZ)는 2014년 설립된 대한민국의 커피 전문점이다. 법인명은 주식회사 프리츠다. 

## 운영
서울특별시 마포구 도화동에 첫 매장 개점을 시작으로, 현재는 5개 매장을 운영 중이다. 이 외에도 대한민국의 연예 기획사 하이브 사옥 내 사내카페를 운영하고 있다.
- 도화점
- 원서점
- 양재점
- 독립문점
- 제주성산점

## 경영 상태
2023년 기준 연 매출 150억 원을 기록했다.